# 天主教恩加蒂瓦教區
天主教恩加蒂瓦教區（拉丁語：Dioecesis Engativensis）是哥倫比亞一個羅馬天主教教區，屬波哥大總教區。
教區成立於2003年8月6日，位於首都區西北部。2006年有教友1,119,000人（佔轄區總人口82.5%）、五十五個堂區、九十四名司鐸。現任教區主教為埃克托·類思·古鐵雷斯·帕馮。